# Myodocarpus involucratus
Myodocarpus involucratus är en araliaväxtart som beskrevs av Marcel Marie Maurice Dubard och René Viguier. Myodocarpus involucratus ingår i släktet Myodocarpus och familjen Araliaceae. Inga underarter finns listade.